# Bộ Tư lệnh Cảnh vệ (Việt Nam)
Bộ Tư lệnh Cảnh vệ (K01)  trực thuộc Bộ Công an Việt Nam là cơ quan bảo vệ cán bộ cấp cao của Đảng và Nhà nước Việt Nam, bảo vệ các nguyên thủ, khách quốc tế đến thăm và làm việc tại Việt Nam, bảo vệ các khu vực làm việc, các hoạt động, hội nghị của Đảng, Nhà nước Việt Nam.

## Lịch sử hình thành
- Ngày 16 tháng 2 năm 1953, Chủ tịch nước Việt Nam Dân chủ Cộng hoà ra Sắc lệnh số 141/SL về việc thành lập Cục Cảnh vệ thuộc Thứ Bộ Công an.
- Ngày 5 tháng 3 năm 1986, Bộ trưởng Bộ Nội vụ quy định quyền hạn, nhiệm vụ của Cục Cảnh vệ.
- Ngày 13 tháng 1 năm 1989, Thành lập Bộ Tư lệnh Cảnh vệ theo Nghị định số 11 của Hội đồng Bộ trưởng.

## Lãnh đạo hiện nay
| Lãnh đạo Cảnh vệ Việt Nam \| Tư lệnh: Phó Tư lệnh: \| Thiếu tướng Phạm Thanh Hùng Thiếu tướng Phạm Tiến Cương Thiếu tướng Hoàng Đình Chiều Thiếu tướng Phạm Văn Hùng Thiếu tướng Nguyễn Văn Thanh Thiếu tướng Võ Anh Tuấn Đại tá Đỗ Xuân Tiệp \| | |
| Tư lệnh: Phó Tư lệnh: | Thiếu tướng Phạm Thanh Hùng Thiếu tướng Phạm Tiến Cương Thiếu tướng Hoàng Đình Chiều Thiếu tướng Phạm Văn Hùng Thiếu tướng Nguyễn Văn Thanh Thiếu tướng Võ Anh Tuấn Đại tá Đỗ Xuân Tiệp |

## Tổ chức
- Phòng Tham mưu- Tác chiến (Phòng 1)
- Phòng Tổ chức cán bộ (Phòng 2)
- Phòng Công tác chính trị (Phòng 3)
- Phòng Hậu cần (Phòng 4)
- Phòng Bảo vệ các đồng chí lãnh đạo Đảng, nhà nước (Phòng 5)
- Phòng Bảo vệ sự kiện đặc biệt quan trọng và khách quốc tế (Phòng 6)
- Phòng Kỹ thuật bảo vệ (Phòng 7)
- Phòng Bảo vệ trụ sở Trung ương Đảng và Quốc hội (Phòng 8)
- Phòng Cảnh vệ miền Trung (Phòng 9), đóng tại thành phố Đà Nẵng
- Phòng Cảnh vệ miền Nam (Phòng 180, tiền thân là C80 (Đại đội 80), sau là Đoàn 180 An ninh vũ trang miền Nam), được thành lập ngày 18/10/1956 tại ấp Xóm Mới, xã Thạnh Bình, huyện Tân Biên, tỉnh Tây Ninh.[2][3]
- Ban Quản lý Dự án xây dựng
- Trung tâm Huấn luyện và bồi dưỡng nghiệp vụ Cảnh vệ
- Cơ quan Ủy ban Kiểm tra Đảng ủy
- Trung đoàn 600[4], thành lập ngày 20/9/1954[4], đóng tại số 21 Ngọc Hà, quận Ba Đình, TP Hà Nội
- Trung đoàn 375[5], thành lập ngày 28/3/1975[5], đóng tại số 19 Thụy Khuê, quận Tây Hồ, TP Hà Nội
- Trung đoàn Đặc nhiệm [6], thành lập: 15/3/2012[6], đóng tại số 39 Hồng Hà, phường Phúc Xá, quận Ba Đình, TP Hà Nội

## Khen thưởng
- Huân chương Sao Vàng năm 2003
- Huân chương Hồ Chí Minh (4 lần)
- Huân chương Quân công hạng Nhất (4 lần)
- Huân chương Quân công hạng Nhì (3 lần)
- Huân chương Quân công hạng Ba (3 lần)
- Huân chương Lao động hạng Hai
- Danh hiệu Anh hùng Lực lượng vũ trang nhân dân (năm 2008, ?, 2023)[7]
- Huân chương Bảo vệ Tổ quốc hạng Ba (năm 2018)

## Lãnh đạo qua các thời kỳ

### Tư lệnh
- Thiếu tướng Phan Văn Xoàn, đến 1992
- Thiếu tướng Lê Văn Kính
- Thiếu tướng Phạm Quốc Hùng, đến 2006
- Trung tướng Vũ Xuân Sinh, từ 2007–3.2015[8]
- Trung tướng Nguyễn Thanh Hà, từ 3.2015–9.2018, nguyên Phó Tổng cục trưởng Tổng cục An ninh[9]
- Thiếu tướng Phạm Tiến Cương, từ 9.2018–6.2019 (Phó Tư lệnh phụ trách)
- Trung tướng Phan Sơn Hà, từ 6.2019–6.2020 , nguyên Cục trưởng Cục Xử lý tin và hỗ trợ tình báo
- Trung tướng Trần Hải Quân, từ 6.2020–1.2025, nguyên Giám đốc Công an tỉnh Quảng Bình
- Đại tá Phạm Thanh Hùng, từ 1.2025-nay, nguyên Phó Giám đốc Công an Thành phố Hà Nội [10]

### Phó Tư lệnh
- Thiếu tướng Lương Văn Khang[11]
- Thiếu tướng Nguyễn Hữu Quang[12]
- Thiếu tướng Trần Văn Trình[11]
- Thiếu tướng Nguyễn Quang Hùng[13]
- Đại tá Trần Văn Chấn
- Thiếu tướng Lê Huy Động
- Đại tá Lê Anh Xô
- Đại tá Đào Quang Sử
- Đại tá Nguyễn Giao Thiệp
- Thiếu tướng Bùi Công Tộ
- Thiếu tướng Đặng Trọng Huy
- Đại tá Đặng Hồng Đức, đến 6.2020, nguyên Thư ký Chủ tịch nước Trần Đại Quang, hiện là Thứ trưởng Bộ Công an[14]